# 蒂莫西·马洛尼
蒂莫西·马洛尼（英語：Timothy Maloney，1967年10月6日—），澳大利亚男子篮球运动员。他曾代表澳大利亚参加1992年和1996年夏季残疾人奥林匹克运动会篮球比赛，其中1996年夏季残奥会获得一枚金牌。